# 코너스톤 작전
미국의 코너스톤 핵실험 시리즈(영어: United States's Cornerstone nuclear test series)는 1988-1989년에 수행된 11번의 핵실험 그룹이다. 이 실험들은 터치스톤 작전 시리즈에 이어 아쿠아덕트 작전 시리즈에 앞서 진행되었다.
| 이름              | 일시 (UT)                    | 현지 시간대  | 위치                                                                                 | 표고 + 높이                                | 운반 목적            | 장치 | 핵출력     | 낙진                       | 참고문헌                      | 비고                           |
| ----------------- | ---------------------------- | ------------ | ------------------------------------------------------------------------------------ | ------------------------------------------ | -------------------- | ---- | ---------- | -------------------------- | ----------------------------- | ------------------------------ |
| 달하트            | 1988년 10월 13일 14:00:00.08 | PST (–8 hrs) | NTS Area U4u 북위 37° 05′ 20″ 서경 116° 03′ 00″ / 북위 37.08895° 서경 116.05013°     | 1,229 m (4,032 ft) – 639.78 m (2,099.0 ft) | 지하 갱도, 무기 개발 |      | 150 kt     |                            | [ 1 ] [ 3 ] [ 4 ] [ 5 ] [ 6 ] |                                |
| 모나한스 - 1      | 1988년 11월 9일 20:15:00.08  | PST (–8 hrs) | NTS Area U3lk 북위 36° 59′ 28″ 서경 116° 01′ 19″ / 북위 36.99116° 서경 116.02198°    | 1,175 m (3,855 ft) – 289.86 m (951.0 ft)   | 지하 갱도, 무기 개발 |      | 20 kt 미만 |                            | [ 1 ] [ 5 ] [ 6 ]             | 동시, 개별 굴착.               |
| 모나한스 - 2      | 1988년 11월 9일 20:15:00.08  | PST (–8 hrs) | NTS Area U6i 북위 36° 59′ 19″ 서경 116° 01′ 19″ / 북위 36.98868° 서경 116.02197°     | 1,174 m (3,852 ft) +                       | 지하 갱도, 무기 개발 |      | 20 kt 미만 |                            | [ 1 ] [ 5 ] [ 6 ]             | 동시, 개별 굴착.               |
| 카위치 블루 - 4   | 1988년 12월 9일 15:15:00.08  | PST (–8 hrs) | NTS Area U8n 북위 37° 10′ 31″ 서경 116° 05′ 33″ / 북위 37.17527° 서경 116.09261°     | 1,357 m (4,452 ft) +                       | 지하 갱도, 안전 실험 |      | 20 kt 미만 |                            | [ 1 ] [ 5 ] [ 6 ]             | 화이트와 동일한 굴착에서 동시. |
| 카위치 화이트 - 3 | 1988년 12월 9일 15:15:00.08  | PST (–8 hrs) | NTS Area U8n 북위 37° 10′ 31″ 서경 116° 05′ 33″ / 북위 37.17527° 서경 116.09261°     | 1,357 m (4,452 ft) – 384 m (1,260 ft)      | 지하 갱도, 안전 실험 |      | 3 kt       |                            | [ 1 ] [ 5 ] [ 6 ]             | 블루와 동일한 굴착에서 동시.   |
| 미스티 에코       | 1988년 12월 10일 20:30:00.06 | PST (–8 hrs) | NTS Area U12n.23 북위 37° 11′ 56″ 서경 116° 12′ 37″ / 북위 37.19899° 서경 116.21032° | 2,232 m (7,323 ft) – 400 m (1,300 ft)      | 터널, 무기 효과      |      | 25 kt      | 누출 감지, 7 Ci (260 GBq)  | [ 1 ] [ 5 ] [ 6 ] [ 7 ] [ 8 ] |                                |
| 텍사캐나          | 1989년 2월 10일 20:06:00.055 | PST (–8 hrs) | NTS Area U7ca 북위 37° 04′ 36″ 서경 116° 00′ 05″ / 북위 37.07678° 서경 116.00137°    | 1,267 m (4,157 ft) – 504.02 m (1,653.6 ft) | 지하 갱도, 무기 개발 |      | 67 kt      |                            | [ 1 ] [ 3 ] [ 4 ] [ 5 ] [ 6 ] |                                |
| 카위치 블랙 - 1   | 1989년 2월 24일 16:15:00.08  | PST (–8 hrs) | NTS Area U2cu 북위 37° 07′ 43″ 서경 116° 07′ 22″ / 북위 37.1285° 서경 116.12267°     | 1,352 m (4,436 ft) – 431 m (1,414 ft)      | 지하 갱도, 안전 실험 |      | 20 kt 미만 | 누출 감지                  | [ 1 ] [ 5 ] [ 6 ] [ 7 ]       | 레드와 동일한 굴착에서 동시.   |
| 카위치 레드 - 2   | 1989년 2월 24일 16:15:00.081 | PST (–8 hrs) | NTS Area U2cu 북위 37° 07′ 43″ 서경 116° 07′ 22″ / 북위 37.1285° 서경 116.12267°     | 1,352 m (4,436 ft) – 370 m (1,210 ft)      | 지하 갱도, 무기 개발 |      | 5 kt       | 누출 감지, 10 Ci (370 GBq) | [ 1 ] [ 5 ] [ 6 ] [ 7 ]       | 블랙과 동일한 굴착에서 동시.   |
| 잉곳              | 1989년 3월 9일 14:05:00.086  | PST (–8 hrs) | NTS Area U2gg 북위 37° 08′ 34″ 서경 116° 04′ 04″ / 북위 37.14279° 서경 116.06781°    | 1,280 m (4,200 ft) – 500 m (1,600 ft)      | 지하 갱도, 무기 개발 |      | 33 kt      |                            | [ 1 ] [ 3 ] [ 5 ] [ 6 ]       |                                |
| 팔리세이드 - 1    | 1989년 5월 15일 13:10:00.087 | PST (–8 hrs) | NTS Area U4at 북위 37° 06′ 27″ 서경 116° 07′ 18″ / 북위 37.10756° 서경 116.12176°    | 1,338 m (4,390 ft) – 345.22 m (1,132.6 ft) | 지하 갱도, 무기 개발 |      | 5 kt       | 누출 감지, 2 Ci (74 GBq)   | [ 1 ] [ 5 ] [ 6 ] [ 7 ]       | 동일한 굴착에서 동시.          |
| 팔리세이드 - 2    | 1989년 5월 15일 13:10:00.09  | PST (–8 hrs) | NTS Area U4at 북위 37° 06′ 27″ 서경 116° 07′ 18″ / 북위 37.10756° 서경 116.12176°    | 1,338 m (4,390 ft) – 392 m (1,286 ft)      | 지하 갱도, 안전 실험 |      | 20 kt 미만 | 누출 감지                  | [ 1 ] [ 5 ] [ 6 ] [ 7 ]       | 동일한 굴착에서 동시.          |
| 팔리세이드 - 3    | 1989년 5월 15일 13:10:00.09  | PST (–8 hrs) | NTS Area U4at 북위 37° 06′ 27″ 서경 116° 07′ 18″ / 북위 37.10756° 서경 116.12176°    | 1,338 m (4,390 ft) – 404 m (1,325 ft)      | 지하 갱도, 안전 실험 |      | 8 kt       | 누출 감지                  | [ 1 ] [ 3 ] [ 5 ] [ 6 ] [ 7 ] | 동일한 굴착에서 동시.          |
| 툴리아            | 1989년 5월 26일 18:07:00.021 | PST (–8 hrs) | NTS Area U4s 북위 37° 05′ 09″ 서경 116° 03′ 24″ / 북위 37.08587° 서경 116.05665°     | 1,230 m (4,040 ft) – 397.8 m (1,305 ft)    | 지하 갱도, 무기 개발 |      | 500 t      |                            | [ 1 ] [ 3 ] [ 5 ] [ 6 ]       |                                |
| 콘택트            | 1989년 6월 22일 21:15:00.83  | PST (–8 hrs) | NTS Area U20aw 북위 37° 16′ 58″ 서경 116° 24′ 47″ / 북위 37.28282° 서경 116.41319°   | 1,980 m (6,500 ft) – 544.1 m (1,785 ft)    | 지하 갱도, 무기 개발 |      | 60 kt      |                            | [ 1 ] [ 5 ] [ 6 ]             |                                |
| 아마릴로          | 1989년 6월 27일 15:30:00.02  | PST (–8 hrs) | NTS Area U19ay 북위 37° 16′ 31″ 서경 116° 21′ 16″ / 북위 37.27541° 서경 116.35444°   | 2,019 m (6,624 ft) – 640.1 m (2,100 ft)    | 지하 갱도, 무기 개발 |      | 20 kt      |                            | [ 1 ] [ 5 ] [ 6 ]             |                                |
| 디스코 엘름       | 1989년 9월 14일 15:00:00.098 | PST (–8 hrs) | NTS Area U12p.03 북위 37° 14′ 09″ 서경 116° 09′ 49″ / 북위 37.23589° 서경 116.16374° | 1,917 m (6,289 ft) – 260 m (850 ft)        | 터널, 무기 효과      |      | 10 kt      | 누출 감지, 0.5 Ci (19 GBq) | [ 1 ] [ 5 ] [ 6 ] [ 7 ]       |                                |

1. ↑  폭탄 실험은 "연속적인 개별 폭발 사이의 시간 간격이 5초를 초과하지 않고, 모든 폭발 장치의 매설 지점이 직선으로 연결될 수 있으며, 각 직선이 두 매설 지점을 연결하고 길이가 40킬로미터를 초과하지 않는" 두 개 이상의 폭발로 정의되는 일제 사격 실험일 수 있다.Mikhailov, V. N. “Catalog of World Wide Nuclear Testing”. Begell-Atom. 2014년 4월 26일에 원본 문서에서 보존된 문서.
2. ↑  미국, 프랑스, 영국은 시험 이벤트를 코드명으로 명명했지만, 소련과 중국은 그렇게 하지 않았으므로 시험 번호만 가지고 있다 (일부 예외 - 소련의 평화적 폭발은 명명되었다). 이름이 고유 명사가 아닌 한 괄호 안의 영어 단어 번역. 숫자 뒤에 대시는 일제 사격 이벤트의 구성원을 나타낸다. 미국은 때때로 그러한 일제 사격 실험에서 개별 폭발을 명명하여 "이름1 – 1(이름2 포함)"이 된다. 시험이 취소되거나 중단된 경우, 날짜 및 위치와 같은 행 데이터는 알려진 경우 의도된 계획을 공개한다.
3. ↑  UT 시간을 표준 현지 시간으로 변환하려면 괄호 안의 시간을 UT 시간에 더하라. 현지 일광 절약 시간의 경우, 1시간을 추가하라. 결과가 00:00 이전이면 24시간을 더하고 날짜에서 1을 빼라. 24:00 이후이면 24시간을 빼고 날짜에 1을 더하라. IANA 시간대 데이터베이스에서 얻은 역사적 시간대 데이터.
4. ↑  대략적인 지명 및 위도/경도 참조. 로켓 운반 시험의 경우, 알려진 경우 폭발 위치 전에 발사 위치가 지정된다. 일부 위치는 매우 정확하고, 다른 위치(예: 공중 투하 및 우주 폭발)는 매우 부정확할 수 있다. "~"는 해당 지역의 다른 시험과 공유되는 예상되는 형식적인 대략적인 위치를 나타낸다.
5. ↑  표고는 해수면을 기준으로 폭발 지점 바로 아래의 지표면 높이이다. 높이는 탑, 풍선, 수직 갱도, 터널, 공중 투하 또는 기타 장치로 추가되거나 빼진 추가 거리이다. 로켓 폭발의 경우 지표면 높이는 "해당 없음"이다. 경우에 따라 높이가 절대적인지 지면 대비 상대적인지 불분명한 경우가 있다(예: 플럼밥/존). 숫자나 단위가 없으면 값이 알 수 없음을 의미하며, "0"은 0을 의미한다. 이 열의 정렬은 표고와 높이를 합산한 값으로 한다.
6. ↑  대기, 공중 투하, 풍선, 총, 순항 미사일, 로켓, 지표면, 탑, 바지선은 모두 부분적 핵실험 금지 조약에 의해 금지된다. 밀폐된 수직 갱도와 터널은 지하에 있으며, PTBT 하에서도 유용하게 사용되었다. 의도적인 분화구 생성 시험은 경계선에 해당한다. 이들은 조약 하에서 발생했으며, 때때로 항의를 받았고, 시험이 평화적 용도로 선언된 경우 일반적으로 간과되었다.
7. ↑  무기 개발, 무기 효과, 안전 시험, 운송 안전 시험, 전쟁, 과학, 공동 검증 및 산업/평화적 용도를 포함하며, 이는 더 세분될 수 있다.
8. ↑  알려진 경우 시험 항목의 명칭, "?"는 선행 값에 대한 불확실성, 따옴표 안의 특정 장치 별명. 이 정보 범주는 종종 공식적으로 공개되지 않는다.
9. ↑  톤, 킬로톤, 메가톤 단위의 추정 에너지 출력. TNT 1톤 상당은 4.184 기가줄(1 기가칼로리)로 정의된다.
10. ↑  알려진 경우 즉각적인 중성자를 제외한 대기로의 방사성 방출. 언급된 경우 측정된 종은 요오드-131만 해당하며, 그렇지 않으면 모든 종이다. 항목이 없으면 알 수 없음을 의미하며, 지하인 경우 아마도 없을 것이고 그렇지 않으면 "모두"이다. 그 외에는 알려진 경우 현장 또는 현장 외부에서 측정되었는지 여부 및 방출된 방사능량에 대한 표기.

## 갤러리
코너스톤 작전
- 미스티 에코 폭발의 축소 모형.
- 미스티 에코 폭발을 위한 계측 장비.
- 미스티 에코 폭발을 위한 계측 장비
- 미스티 에코 폭발을 위한 계측 장비.
- 디스코 엘름 폭발을 위한 실험.
- 미스티 에코 폭발 중 알려지지 않은 계측 장비로 생성된 데이터.
- 팔리세이드 폭발을 위한 무장 및 발사 (A&F) 랙.